# Kutter-Schiefspiegler
Der Kutter-Schiefspiegler ist ein Spiegelteleskop vornehmlich zur Himmelsbeobachtung, das von Anton Kutter auf Anregung von Anton Staus in den 1930er Jahren für den Selbstbau durch Astroamateure entwickelt wurde. Er stellt eine obstruktionsfreie Abwandlung des cassegrainschen Reflektors dar, dessen Spiegel gegeneinander verkippt (schief angeordnet) sind. Diese Bauform erlaubt eine Abbildung ohne Abschattungen durch den Fangspiegel und dessen Halterung. Insgesamt ergibt sich ein z-förmiger Strahlengang (im Gegensatz zum Yolo-Schiefspiegler mit seinem x-förmigen Strahlengang) und damit eine auch bei diesen langbrennweitigen Instrumenten vergleichsweise kurze Baulänge, allerdings auch eine ungewohnte und etwas sperrig wirkende Bauform.

Optisches Schema eines Kutter-Schiefspieglers

Der konkave Hauptspiegel wirft das einfallende Licht auf einen aus dem Eintrittsstrahlengang verschobenen, konvexen Fangspiegel, der Systemfokus liegt dann seitlich versetzt hinter dem Hauptspiegel, um die Fokusebene leicht zugänglich zu machen.
Das Verkippen der Spiegel verursacht die Abbildungsfehler Koma und Astigmatismus, die korrigiert werden müssen. Zur Korrektur gibt es mehrere Möglichkeiten:
- Man kann den konvexen Fangspiegel auf ein genaues Maß schrägstellen (anastigmatische Bauform) und durch ein besonders kleines Öffnungsverhältnis (Verhältnis Objektivdurchmesser zu Brennweite) von 1:28 die Abbildungsfehler klein halten. Kutter empfiehlt diese Zweispiegel-Konstruktion bis etwa 5 Zoll Öffnung.
- Der Fangspiegel kann zusätzlich asphärisch korrigiert werden, nach Kutter bis maximal 6 Zoll Apertur.
- Im Strahlengang wird nach dem Fangspiegel zusätzlich eine langbrennweitige Korrekturlinse (Keillinse) eingebracht, dies ist Kutters dreiteilige, katadioptrische Bauform, mit dem Öffnungsverhältnis 1:20, für Öffnungen ab 6 Zoll.
- Ein Korrektur-Linsensystem wird nahe dem Fokus eingebaut. Diese Konstruktion wurde von amerikanischen Amateuren realisiert.
- Der Öffnungsfehler des langbrennweitigen Hauptspiegels (f/12) der dreiteiligen Kuttersysteme wird durch elliptische Korrektur ("Anparabolisieren") der sphärischen Spiegelkontur beim Polieren korrigiert.

Der Selbstschliff eines dreiteiligen Kuttersystems ist auch für erfahrene Spiegelschleifer ein anspruchsvolles Projekt. Während der Hauptspiegel noch recht einfach herzustellen und zu prüfen ist, gilt das für den hyperbolkonvexen Fangspiegel und erst recht die keilförmige, extrem langbrennweitige Korrekturlinse keinesfalls.
Fertige Kutter-Spiegelsysteme liefert die belgische Firma Lichtenknecker, fertige Kutter-Schiefspiegler die Schweizer Firma AOK.
Die Bilddefinition und die Kontrastleistung eines Schiefspieglers ist der eines Newton-Teleskops oder Cassegrain-Teleskops überlegen, da sich keine störenden, abschattenden und Beugungseffekte verursachenden Bauteile im Strahlengang befinden, einem apochromatischen Refraktor gleicher Öffnung ist der Kutter in Kontrastleistung und Auflösungsvermögen mindestens ebenbürtig, ein Nachteil kann die bei der offenen Schiefspiegler-Bauweise im Allgemeinen vorhandene größere Anfälligkeit gegenüber lokalen, thermisch bedingten Luftströmungen ("Tubus-Seeing") sein, die durch Schlieren und Flimmern im Gesichtsfeld bei der Beobachtung mit hohen Vergrößerungen störend wirkt und damit die Vergrößerungsfähigkeit limitiert. Langes Lüften des Instruments vor der Beobachtung zum Temperaturausgleich und der Einbau eines Lüfters können dies vermindern.
Kutter empfahl seine Konstruktion bis zu einer Öffnung von maximal 16 Zoll (400 mm), 12 zöllige Kutter wurden mehrfach gebaut, Anton Kutter betrieb selbst einen in seiner Amateursternwarte.
Die Messelberg-Sternwarte der Sternfreunde Donzdorf e.V., (Württ.), betreibt einen 30-cm-Kutter-Schiefspiegler.
Anton Kutter hatte in den 1960er Jahren eine Tri-Schiefspiegler-Konstruktion entworfen, in der Menke-Sternwarte Glücksburg (bei Flensburg), Schleswig-Holstein, steht der mit einem Hauptspiegel von 60 cm Durchmesser ausgestattete weltgrößte Kutter-Tri-Schiefspiegler. Konstruktion und Bau erfolgte in Zusammenarbeit mit A. Kutter, Stifter des Teleskops und der Sternwarte war der Glücksburger Physiker und Industrielle Josef Ferdinand Menke.